# Hansa žuta
Hansa žuta prvi je put izrađena u Njemačkoj prije Prvog svjetskog rata. Mnogi slikari zabrinuti zbog otrovnosti kadmija sada prelaze u Hansa boje. Hansa žuta je po nijansi slična kadmijevoj žutoj, ali Hansa je prozirnija, svjetlija i ima veću čvrstoću toniranja. Zbog ovog posljednjeg ide dalje u smjesama. Također je i jeftinija.
| Indeks boje                       | Indeks boje | Kemijska struktura | Nijansa boje                         | Ref.        |
| Naziv                             | Broj        | Kemijska struktura | Nijansa boje                         | Ref.        |
| --------------------------------- | ----------- | ------------------ | ------------------------------------ | ----------- |
| Hansa žuta 1 ili žuti pigment 1   | 11680       |                    | Topla žuta                           | [ 2 ] [ 3 ] |
| Hansa žuta 3 ili žuti pigment 3   | 11710       |                    | Snažno zelenkasto žuto Limunsko žuto | [ 2 ] [ 3 ] |
| Hansa žuta 4 ili žuti pigment 4   | 11665       |                    | Zelenkasto žuta                      | [ 2 ] [ 3 ] |
| Hansa žuta 65 ili žuti pigment 65 | 11740       |                    | Crvenkasto žuta                      | [ 2 ] [ 3 ] |
| Hansa žuta 73 ili žuti pigment 73 | 11738       |                    | Neutralno do zelenkasto žute boje    | [ 2 ] [ 3 ] |
| Hansa žuta 74 ili žuti pigment 74 | 11741       |                    | Zelenkasto žuta                      | [ 2 ] [ 3 ] |
| Hansa žuta 97 ili žuti pigment 97 | 11767       |                    | Žuta boja                            | [ 2 ] [ 3 ] |

## Acetoacetanilidni pigmenti
U tim azo-pigmentima kao kopulacijska komponenta najčešće služi acetoacetanilid (anilid acetooctene kiseline). Monoazo-pigmenti te grupe nastali kopulacijom sa supstituiranim acetoacetanilidima poznati su pod nazivom Hansa žuti pigmenti. Postojani su prema atmosferilijama i svjetlostalni, ali su osjetljivi prema otapalima. Za razliku od kromova žutila otporni su na djelovanje sumporovodika. Hansa žuti pigmenti upotrebljavaju se u pripremi sredstava za ličenje, posebno lakova sušivih na zraku i disperzijskih boja, dok su za proizvodnju tiskarskih boja i bojenje plastičnih masa manje prikladni. Već su dugo u upotrebi, a neki od njih ubrajaju se i danas mađu najvažnije organske pigmente, na primjer Hansa žuti pigment C.I. PY 1, 11 680. 
Disazo-pigmenti mogu se također ubrojiti u grupu žutih azo-pigmenata. Od dvaju mogućih strukturnih tipova tih spojeva, to jest s bifunkcionalnom diazonijevom komponentom (diaminom) ili s bifunkcionalnom kopulacijskom komponentom, mnogo je važniji prvi tip disazo-pigmenata. Ti se pigmenti pripravljaju potpunim diazotiranjem aromatskih diamina (supstituiranih benzidina), a zatim se na obje azo-grupe dobivene tetrazonijeve soli kopulira acetoacetanilid. Stoga se takvi pigmenti nazivaju diarilidnim pigmentima, a ponekad i benzidinskim pigmentima. Među njima je žuti pigment C.I. PY 13, 21 100 jedan od najpoznatijih. U usporedbi s Hansa žutim pigmentima diarilidni su pigmenti otporniji prema otapalima, ali se njihova slaba svjetlostalnost, mala pokrivna moć i nepostojanost prema atmosferilijama čini neprikladnima za primjenu u lakovima. Međutim, to su vrlo važni pigmenti u proizvodnji tiskarskih boja, a upotrebljavaju se i za bojenje plastičnih masa. 

### Azo-pigmenti
Zahvaljujući mogućnosti velikog izbora sirovina, jednostavnosti i podatljivosti proizvodnog procesa i niskoj cijeni, azo-pigmenti su danas od svih vrsta spojeva koji se upotrebljavaju kao pigmenti vjerojatno na tržištu najzastupljeniji i primjenjuju se praktički u svim područjima upotrebe pigmenata. Proizvode se s vrlo različitim fizikalnim i kemijskim svojstvima i u mnogim bojama i nijansama, među kojima pretežu žuti, narančasti, smeđi i crveni tonovi, dok azo-pigmenti plavih i zelenih tonova nisu tehnički važni. 
Azo-pigmenti sadrže u svojoj molekuli jednu ili više kromofornih azo grupa -N=N- na koje su s obje strane vezane različite arilne ili heteroarilne grupe. Za razliku od topljivih azo-bojila, azo-pigmenti ne smiju kao supstituente sadržavati takve grupe (na primjer sulfo grupa -SO3H, ili karboksilnu grupu -COOH) koje bi ih činile topljivima u vodi ili u drugim otapalima. S obzirom na broj azo grupa u molekuli razlikuju se monoazo pigmenti i disazo pigmenti, dok azo spojevi s više azo grupa nisu kao pigmenti tehnički zanimljivi. 
Azo-pigmenti sintetiziraju se poznatim reakcijama diazotiranja i kopiliranja. Polazi se od primarnih aromatskih amina, što mogu biti različiti supstituirani anilini, diamini, policiklički i heterociklički amini. Primarni aromatski amin RNH2, otapa se ili suspendira u anorganskoj kiselini (kloridnoj ili sulfatnoj) i djelovanjem natrijevog nitrita (diazotiranjem) prevodi se u diazonijevu sol:
{\displaystyle \mathrm {RNH_{2}\,+\,NaNO_{2}\,+\,2\,HA\rightarrow R-N=N^{+}A^{-}\,+\,NaA\,+\,2\,H_{2}O} }
gdje je: R - supstituirana arilna grupa, A - već prema upotrijebljenoj kiselini Cl ili HSO4. Diazonijeva se sol ne izolira, već se izravno veže (kopulira) s kopulacijskom komponentom R'H:
{\displaystyle \mathrm {R-N=N^{+}A^{-}\,+\,R'H\rightarrow R-N=N^{-}R'\,+\,HA} }
Kao kopulacijske komponente služe prikladni aromatski spojevi, među kojima su najvažnije dvije grupe. Prvu čine 2-naftol i njegovi derivati (naftolni pigmenti), a drugu anilidi acetoctene kiseline. Osim toga, upotrebljavaju se i neki heterociklički spojevi (na primjer derivati pirazolona).